# My Own Dance
My Own Dance é uma canção da cantora americana Kesha. Lançada como segundo single do álbum High Road em 21 de novembro de 2019.

## Vídeo musical
O vídeo clipe foi lançado junto com a música em 21 de novembro de 2019. Na letra, Kesha rejeita rótulos como “a garota festeira” (que a perseguiu pelo começo de sua carreira) e “a história trágica” (se referindo à sua denúncia de abuso sexual contra o produtor Dr. Luke). “Eu não danço nesse ritmo/ Só faço a minha própria dança”, declara ela. No vídeo, Kesha se hospeda numa motel com festas esquisitas e personagens bem excêntricos. Tudo isso acompanhada de um “cereal mágico”.